# 乙亚胺
乙亚胺是一种有机氮化合物，属于亚胺。它由乙醛和氨反应而成，但会迅速聚合成乙醛氨三聚体。它有两个互变异构体：乙亚胺和胺基乙烯，后者属于胺类。乙亚胺的额外氢原子位于碳原子上，而胺基乙烯的位于氮原子上。

## 分布
乙亚胺在地球上很少见，但望远镜已经在人马座B2附近侦测到大量的该化合物。人马座B2是一个密集的星际云，距离银河系中心100秒差距。乙亚胺主要在星际物质云的热核心中发现。就人马座B2而言，这个区域是人马座B2（N）和人马座B2（M）。